# May Nilsson
May Ingeborg Nilsson (ur. 5 maja 1921 w Åre, zm. 7 listopada 2009 w Albertville) – szwedzka narciarka alpejska, brązowa medalistka mistrzostw świata.
Podczas mistrzostw świata w Zakopanem w 1939 roku wywalczyła brązowy medal w slalomie. W zawodach tych wyprzedziły ją jedynie Christl Cranz z III Rzeszy i Gritli Schaad ze Szwajcarii. Na tej samej imprezie była też trzynasta w zjeździe, a w kombinacji zajęła czwartą pozycję, przegrywając walkę o podium z kolejną reprezentantką III Rzeszy, Lisą Resch.
Wystartowała także mistrzostwach świata w Cortinie d’Ampezzo w 1941 roku, gdzie była ósma w zjeździe a slalomu nie ukończyła, jednak w 1946 roku Międzynarodowa Federacja Narciarska uznała te mistrzostwa za niebyłe.
W 1948 roku brała udział w igrzyskach olimpijskich w Sankt Moritz, gdzie zajęła 18. miejsce w zjeździe, 15. w kombinacji oraz 10. w slalomie.
Jej mężem był francuski narciarz alpejski Maurice Lafforgue, z którym miała dwie córki, również narciarki: Ingrid i Britt Lafforgue. Także brat Nilsson – Åke uprawiał narciarstwo. Jej zięć, Henri Duvillard, także był alpejczykiem, a wnukowie: Cédric Regnier-Lafforgue i Julien Regnier-Lafforgue reprezentowali Francję w narciarstwie dowolnym.

## Osiągnięcia

### Igrzyska olimpijskie
| Miejsce | Dzień    | Rok  | Miejscowość  | Konkurencja | Czas biegu | Strata    | Zwyciężczyni     |
| ------- | -------- | ---- | ------------ | ----------- | ---------- | --------- | ---------------- |
| 18.     | 2 lutego | 1948 | Sankt Moritz | Zjazd       | 2:28,3     | +10,8     | Hedy Schlunegger |
| 15.     | 4 lutego | 1948 | Sankt Moritz | Kombinacja  | 6,58 pkt   | +6,55 pkt | Trude Beiser     |
| 10.     | 5 lutego | 1948 | Sankt Moritz | Slalom      | 1:57,2     | +12,5     | Gretchen Fraser  |

### Mistrzostwa świata
| Miejsce | Dzień     | Rok  | Miejscowość  | Konkurencja | Wynik     | Strata    | Zwyciężczyni     |
| ------- | --------- | ---- | ------------ | ----------- | --------- | --------- | ---------------- |
| 13.     | 12 lutego | 1939 | Zakopane     | Zjazd       | 3:25,24   | +38,05    | Christl Cranz    |
| 3.      | 15 lutego | 1939 | Zakopane     | Slalom      | 2:36,3    | +19,2     | Christl Cranz    |
| 4.      | 15 lutego | 1939 | Zakopane     | Kombinacja  | 330,2 pkt | +53,7 pkt | Christl Cranz    |
| 18.     | 2 lutego  | 1948 | Sankt Moritz | Zjazd       | 2:28,3    | +10,8     | Hedy Schlunegger |
| 15.     | 4 lutego  | 1948 | Sankt Moritz | Kombinacja  | 6,58 pkt  | +6,55 pkt | Trude Beiser     |
| 10.     | 5 lutego  | 1948 | Sankt Moritz | Slalom      | 1:57,2    | +12,5     | Gretchen Fraser  |